# Listă de instrumentiști

## Perioada medievală
- Phillipe de Vitry
- Guillaume Dufay
- Guillaume de Machaut
- Hildegard of Bingen
- John Jenkins

## Renaștere
- Giovanni Gabrieli
- Thomas Tallis
- Claudio Monteverdi
- Leonardo da Vinci

## Baroc
- George Frideric Handel
- Johann Sebastian Bach
- Antonio Vivaldi

## Clasici
- Wolfgang Amadeus Mozart
- Joseph Haydn
- Ludwig van Beethoven

## Romantism
- Ludwig van Beethoven
- Frédéric Chopin
- Franz Schubert
- Franz Liszt
- Richard Wagner
- Pyotr Ilyich Tchaikovsky
- Johannes Brahms
- Johann Strauss II

## Alții
- Vicente Amigo
- Astor Piazzolla